# Syndrome de l'accent étranger
Le syndrome de l'accent étranger (en anglais : foreign accent syndrome, souvent rapporté sous l'abréviation de FAS) est une affection médicale rare qui se produit généralement comme un effet indésirable d'un choc à la tête ou d'une blessure au cerveau. De 1941 à 2006, cinquante cas ont été rapportés dans le monde.

## Description
Les symptômes sont une modification significative de la production des sons lorsque le patient parle sa langue maternelle, rendant le langage du patient similaire à celui d'étrangers. Par exemple, un Américain peut s'exprimer en permanence avec un accent modifié qui paraît être un accent britannique pour les personnes qui l'entendent. Même si en général, ce syndrome est rapporté après un accident vasculaire cérébral (AVC) ou un traumatisme crânien et donc est d'origine neurologique, des chercheurs ont rapporté qu'il existe plusieurs variétés selon l'étiologie. Ils ont décrit des syndromes d'origine neurologique, psychiatrique,, développemental et une forme mixte. Dans le cas où la personne a un syndrome d'origine mixte, il s'agit de quelqu'un qui développe un accent étranger à la suite d'un incident neurologique. À la suite de ce changement de l'accent la personne subit également un changement de personnalité, c'est-à-dire que la personne essaie de faire correspondre son identité avec l'accent.
L'origine de l'accent est loin d'être clair. Selon des chercheurs de l'université d'Oxford, un choc dans certaines régions du cerveau contrôlant les fonctions du langage pourrait induire une altération de l'élocution.

## Quelques cas
Un des premiers cas du syndrome de l'accent étranger peut être trouvé dans une étude tchécoslovaque de 1919.
Le plus connu des cas est celui qui s'est produit en 1941 en Norvège alors qu'une jeune femme, Astrid L., fut blessée par un éclat de shrapnel lors d'un raid aérien. Après avoir été soignée, son accent prononcé était celui d'une allemande, ce qui la conduisit à être rejetée par ses compatriotes.
Un autre cas réputé est celui de Judi Roberts, également connue sous le nom de Tiffany Noel, qui fut élevée dans l'Indiana aux États-Unis. En 1999, à l'âge de 57 ans, elle eut un accident vasculaire cérébral. Lors de sa convalescence, elle s'exprimait avec un accent britannique alors qu'elle n'était jamais allée en Angleterre,.
Linda Walker, une femme de 60 ans, perdit son accent caractéristique de la région de Tyneside dans le nord de l'Angleterre après un accident vasculaire cérébral et son nouvel accent fut alternativement interprété comme étant de Jamaïque, du Québec, d'Italie ou de Slovaquie. Elle fut interviewée par la BBC en juillet 2006 pour raconter son épreuve.
En juillet 2008, des chercheurs de l'université "McMaster" ont publié une étude dans le Canadian Journal of Neurological Sciences dans laquelle ils rapportent le cas d'une femme de Windsor en Ontario qui, à la suite d'un accident vasculaire cérébral, commença à s'exprimer avec un accent de Terre-Neuve,.
En 2008, Cindy Lou Romberg de Port Angeles dans l'État de Washington aux États-Unis, qui avait souffert d'une blessure au cerveau 17 ans plus tôt, développa le syndrome de l'accent étranger à la suite d'un ajustement des cervicales par son chiropracteur. Elle se mit à parler avec un accent russe et sembla même faire les fautes grammaticales d'un russe parlant anglais, comme si l'anglais n'était pas sa langue maternelle. Elle est intervenue sur la chaîne TV "Discovery" le 26 octobre 2008.
En 2010, Kay Russell souffrant de migraine chronique, se réveilla un jour en ayant acquis ce syndrome de l'accent étranger. Les personnes reconnaissaient alors un accent français, bien que n'ayant été en France pas plus de deux fois. À la suite de cet incident elle dut arrêter son travail de vendeuse.
En 2013, une australienne, Leanne Rowe, se réveille avec un accent français après un accident de voiture. Elle est décrite comme le deuxième cas en Australie.
En 2013, la BBC a diffusé une émission sur Sarah Colwill, une femme de Plymouth qui avait une voix semblant chinoise,,, ce qui aurait été attribué à un accident vasculaire cérébral confirmé par IRM.
En 2016, Reuben Nsemoh, un jeune footballeur américain âgé de 16 ans, est frappé à la tête par l'un de ses adversaires et tombe dans le coma. À son réveil, il parle couramment l'espagnol comme si c'était sa langue maternelle.
En 2019, Laëtitia une Sarthoise originaire de Saint-Nazaire explique lors de sa participation à l’émission Les 12 Coups de Midi sur TF1 du 4 juillet 2019, qu'elle parle avec un accent anglais depuis une opération des amygdales en 2014. Elle participe, le 18 février 2023, au jeu 100 % Logique sur France 2 où elle raconte également son histoire.